# 쁘라쭈압키리칸주
쁘라쭈압 키리 칸 주(태국어: ประจวบคีรีขันธ์, Prachuap Khiri Khan Province)는 태국 중부의 주(짱왓)이다. 이웃하는 주로는 북쪽으로 펫차부리 주, 남쪽으로 춤폰 주가 있다. 미얀마의 타닌타리 구와 서쪽으로 접경한다.
쁘라쭈압키리칸 주는 보통 쁘라쭈압이라고 말하며, 후아힌 93km 남부의 저지대 중앙에 위치하는 지방이며, 후아힌 보다 훨씬 작고, 조용한 주이다. 쁘라쭈압은 남부를 연결하고, 많은 관광지들을 가지고 있는 목적지이며, 해변과 섬, 숲과 산으로 구성되어 있다.

## 지리
쁘라쭈압은 6,367.620km2의 면적을 가지고 있다. 이곳은 끄라 지협에 위치하며, 말레이 반도와 아시아의 본토를 잇는 좁은 육교가 된다. 이 주는 태국에서 가장 좁은 주이며, 걸프만 남쪽 바로 아래로 13km 떨어진 곳에 미얀마와 접경을 하고 있다. 지리학적으로 보면 쁘라쭈압은 비교적 평에 지대이며, 해발은 0~1200m에 이른다. 최고 고도는 북동쪽과 중앙 서부 지역으로 이어진다. 이것이 전체 면적의 약 30%에 이른다.
타이만의 긴 해안선은 많은 모래 해변을 가지게 하고, 가장 유명한 것은 후아힌에 있으며, 라마 7세가 여름별궁을 지은 이후로 유명해진 곳이다. 해안에서 육지는 급격히 산악 지대로 상승하여 미얀마의 국경에 다다른다. 이곳의 가장 높은 해발은 카오루아으로 1494m에 이른다. 강의 좁은 물 길로 인해 , 이 지방의 강은 작으며 가장 큰 것이 북쪽에 있는 쁘란부리 강이다. 작은 강에는 클롱 꾸이 강이 있다.
카오삼로이욧 국립공원은 1966년에 지정되었으며, 태국 최대의 민물 자원을 보존하기 위해 지정되었다. 그러나 약간의 망그로브 숲과 작은 개펄이 있다.

## 역사
1767년에 아유타야 왕조가 멸망한 후, 쁘라쭈압은 방치되어 왔지만, 1845년에 재건이 시작되었다. 라마 2세에 의해 현재의 므앙 쁘라쭈압키리칸 주에 므앙 반난롬이라는 마을이 건설되었다. 그러나 땅이 넉넉하지 못했기 때문에, 므앙 쿠이(현 쿠이부리 군)로 이전했다. 그 후 라마 4세(몽꿋 왕)는 타이만 반대쪽에 위치하는 므앙 파체타키리케이트(현재의 캄보디아 코콩)를 의식하고, 므앙 반난롬을 므앙 쁘라쭈압키리칸(쁘라쭈압키리칸 주)라고 개칭했다.
라마 4세(몽쿳 왕)는 독학으로 배운 천문학으로 일식의 장소, 시각을 알아내고는, 1868년 9월 18일에 이곳을 방문해 예측대로 관측할 수 있었다고 한다. 그러나 관측 장소로 선택한 삼로이욧 부근은 말라리아가 횡행하는 지대였기 때문에, 라마 4세나 말라리아에 전염되어 2주일 후에 죽었다고 한다.
1894년, 라마 5세(출라롱꼰)는 쁘라쭈압키리칸 주를 펫차부리 주의 관할 하에 두었다. 그 이전인 1898년 라마 5세는 쿠이부리 주의 현청을 쁘라쭈압으로 이전하였고, 그 후 1906년 프란부리 주, 캄누트놉파쿤 주, 쁘라쭈압 키리칸 주를 프란 주로 통합고 몬톤 라체브리의 관할 하에 두었다. 1915년 8월 16일 라마 6세(와치라웃트)는 지명의 혼란을 피하기 위해 다시, 쁘라쭈압에 쁘라쭈압키리칸 주라고 이름을 바꿨다.
1941년 12월 8일 태평양 전쟁 시에 일본군이 상륙했던 곳도 쁘라쭈압이다.

## 상징
라마 5세가 삼 로이 욧의 부속 암프인 카오삼 로이 욧 해양 국립공원, 프라야나콘 동굴에 세운 크하카르핫트 궁전이 있다. 현목·현화는 마니카라 헥산드라이다.

## 행정 구역
쁘라쭈압에는 8개의 암프와 48개의 땀본, 388개의 무반이 있다.
| 1. 므앙쁘라쭈압키리칸군 2. 꾸이부리군 3. 탑사깨군 4. 방사판군 | 1. 방사판노이군 2. 쁘란부리군 3. 후아힌군 4. 삼로이욧군 |

## 관광
- 쁘란부리 숲 공원
- 카오 삼 로이 욧 국립공원
- 카오 총 끄라촉